# Ханс фон Кевенхюллер-Франкенбург
Рейхсграф Иоганн VII фон Кевенхюллер цу Франкенбург (нем. Johann VII von Khevenhüller zu Frankenburg; 16 апреля 1538, Шпитталь-ан-дер-Драу — 4 мая 1606, Мадрид), барон цу Айхельбург — дипломат Священной Римской империи.

## Биография
Сын каринтийского дворянина Кристофа Кевенхюллера, барона цу Айхельбург, перешедшего в протестантизм, и Элизабет Мансдорфер, дочери богатого бюргера из Шпитталя.
Этот брак позволил Кристофу приобрести многочисленные владения в Верхней Каринтии, в том числе замок Соммерегг, Ортенбург, железные рудники в Эйзентраттене недалеко от Гмюнда, и другие земельные владения, в том числе замки Айхельберг и Ландскрон.
В 1558 году Ханс Кевенхюллер поступил на службу к эрцгерцогу Максимилиану. В 1560 году он был послан Максимилианом в Испанию.
Иоганн был камергером императоров Максимилиана II и Рудольфа II, имперским посланником при папском дворе (1566), с 1571 года имперским послом в Испании, а во время пребывания эрцгерцога Альбрехта при испанском дворе его главным дворцовым распорядителем. После отставки Адама фон Дитрихштейна в 1572 году он был посланником империи в Испании до самой своей смерти, в общей сложности 33 года.
Дипломом, выданным в Праге 19 июля 1593 император Рудольф возвел владения Франкенбург, Каммер и Когль, полученные Кевенхюллером от императора Рудольфа в награду за дипломатическую службу, в ранг имперского графства.
О дипломатических достижениях графа Франкенбургского фон Вурцбах сообщает следующее: в 1565 году в качестве посланника императора Максимилиана II он получил 200 000 крон от герцога Флорентийского и 16 000 крон от Республики Лукка на турецкую войну. Когда в следующем году его послали в Рим, чтобы поздравить папу Пия V с избранием, он получил от него 30 000 корон и 4 000 пехотинцев, 3 000 из Флоренции и 6 000 крон из Лукки с той же целью; в 1568 году он был отправлен в Мадрид по делам, связанным с покойной королевой и восстанием в Нидерландах; в 1570 году вместе со своим братом Морицем он сопровождал императора в Шпайер.
Во время своего 33-летнего посольства в Мадриде Кевенхюллер рассматривал наиболее важные дела императорского двора, и архив его писем этого периода состоит из семи переплетенных томов. Он отказался от кардинальной шляпы, предложенной ему королем Филиппом II в 1579 году, но в 1587 году был пожалован в рыцари ордена Золотого руна. В 1592 году он приехал в Прагу, чтобы по-настоящему заняться свадьбой и наследованием императора Рудольфа, переговоры о которых велись в течение 13 лет. Он также был назначен императрицей Марией, вдовой императора Максимилиана II, исполнителем ее завещания. Камергер (1592), тайный советник (1593).
Майорат, учрежденный им в завещании от 6 августа 1605 года, состоявший из графства Франкенбург и нескольких инкорпорированных владений, считается первым и старейшим в Германии. Поскольку сам Кевенхюллер оставался холостым и не имел наследника, он постановил, что его брат Бартоломеус I (1539—1613) с его потомками н распоряжение было подтверждено императором в 1606 году. Сын Бартоломеуса Франц Кристоф фон Кевенхюллер, ставший в 1609 году католиком, много лет представлял венский двор в качестве посланника в Испании.
Поле первого графа Франкенбургского сохранилась обширная переписка, а также дневники путешествий (Италия, Испания, Голландия, Палестина).
В своей мадридской резиденции Кевенхюллер собрал крупную художественную коллекцию. Он был посредником в приобретении для императора Рудольфа большого количества предметов роскоши, предметов искусства, картин и экзотических вещиц для императорских коллекций в Праге, а также в закупке лошадей.